# Ubulibri
La Ubulibri è una casa editrice di Milano fondata nel 1977 da Franco Quadri, che si occupa prevalentemente di pubblicazioni sul teatro e sulle Arti sceniche.

## Storia
Già nel 1970 Franco Quadri aveva lanciato la sua rivista di controinformazione Ubu, edita da Milano Libri Edizioni, ispirandosi nel nome all'Ubu re di Alfred Jarry. La rivista, che vantava nella redazione nomi come Corrado Augias, Fernanda Pivano, Oreste Del Buono, e Guido Crepax, fu un primo esperimento editoriale in cui si formarono le premesse per l'esperienza della successiva casa editrice.
La Ubulibri nacque nel 1977, sempre su iniziativa di Franco Quadri, con lo scopo di elaborare e diffondere un nuovo sguardo sulle arti sceniche in grado di superare l'impostazione di chiusura disciplinare dominante negli anni '60 e 70, ed è dello stesso anno la pubblicazione del primo Patalogo, un catalogo a pubblicazione annuale che racchiude le più interessanti esperienze del teatro e dello spettacolo della stagione passata. Nella pubblicazione non mancavano poi riferimenti al cinema, alla musica ed alla televisione, e solo in seguito lo sguardo si specializzerà e radicalizzerà esclusivamente sul teatro e sulla danza.

## Premi
- 2010 - Premio della Critica 2009-2010 a Ubulibri, conferito da ANCT - Associazione Nazionale Critici di Teatro

## Autori pubblicati
- Guido Almansi
- Jurij Alschitz
- Eugenio Barba
- Giorgio Barberio Corsetti
- Enrico Baj
- Kassim Bayatly
- Mimmo Borrelli
- Marco Bechis
- Julian Beck
- Gianfranco Berardi
- Ingmar Bergman
- Thomas Bernhard
- Bernardo Bertolucci
- Patrizia Bologna
- Peter Brook
- Louise Brooks
- Luis Buñuel
- Giovanni Buttafava
- Claudia Castellucci
- Romeo Castellucci
- Massimo Castri
- Horst Coblenzer
- Marion d'Amburgo
- Gilles Deleuze
- Maurice Drouzy
- Jan Fabre
- Fanny & Alexander
- Rainer Werner Fassbinder
- Jack Gelber
- Chiara Guidi
- Derek Jarman
- Tadeusz Kantor
- Kinkaleri
- Marija Knebel'
- Tony Kushner
- Jacques Lecoq
- Michel Leiris
- Sergio Leone
- Ken Loach
- Sandro Lombardi
- Judith Malina
- Mario Martone
- Stefano Massini
- Vsevolod Mejerchol'd
- Claudio Meldolesi
- Renata Molinari
- Enzo Moscato
- Motus
- Franz Muhar
- Heiner Müller
- Odin Teatret
- Federico Tiezzi
- Pablo Picasso
- Theodore Price
- Franco Quadri
- Thomas Richards
- Nicola Savarese
- Socìetas Raffaello Sanzio
- Rafael Spregelburd
- Lee Strasberg
- Studio Azzurro
- Josef Svoboda
- Wim Wenders